# Chautauqua Lake
Der Chautauqua Lake ist ein See und gemeindefreies Gebiet im Chautauqua County im US-Bundesstaat New York. 
Das halbmondförmige Gewässer mit einer Länge von 25 und einer maximalen Breite von 3,3 Kilometern weist eine Oberfläche von 53 Quadratkilometern auf und ist damit der viertgrößte See des Bundesstaates. Der bis zu 23 Meter tiefe See verfügt über 66 Kilometer Uferlinie, die allerdings mit Ausnahme von vier Kilometern alle im Privatbesitz der Anliegergrundstücke sind. Hauptort am Chautauqua Lake ist die Kleinstadt Jamestown am Südostzipfel, aus dem auch der einzige Abfluss den See entwässert: der Chadakoin River, ein 16 Kilometer langer Nebenfluss dritten Grades des Ohio Rivers. Bei zahlreichen kleinen Zuflüssen misst das Einzugsgebiet des Sees 470 Quadratkilometer.
Genutzt wird der See hauptsächlich als Erholungsgebiet, ist ein beliebtes Segelrevier und kann von Touristen beispielsweise mit Booten befahren werden. Weltbekannt ist er zudem unter Anglern als exzellentes Gebiet für das Fischen der Muskellunge. Etwa in seiner geographischen Mitte in Bemus Point besitzt der Chautauqua Lake eine signifikante Verengung, an der er nur noch 280 Meter breit ist. Dort verkehrt eine Fähre zwischen beiden Ufern, während 600 Meter weiter die Interstate 86 über die Veterans Memorial Bridge verläuft, die am 30. Oktober 1982 eröffnet wurde.